# Palazzo Aedes
Palazzo Aedes, comunemente chiamato Palazzo Berlam o grattacielo rosso, è un palazzo novecentesco di Trieste, situato in piazza Luigi Amedeo Duca degli Abruzzi, ovvero nel punto d'incontro fra il canal Grande e le rive. Fu costruito fra il 1926 e il 1928 a fianco di palazzo Gopcevich da un progetto dell'architetto Arduino Berlam. L'edificio trae ispirazione dai nuovi grattacieli di New York in mattoni rossi, ed è noto come il primo vero grattacielo costruito a Trieste.

## Storia
(L'architetto Arduino Berlam, in occasione della costruzione di palazzo Aedes.)
Prima della definitiva approvazione a costruire la struttura odierna, i progetti proposti per la realizzazione del nuovo palazzo erano stati respinti quattro volte, fino a quando nel 1926 venne presentata una proposta dalla società Aedes, i cui disegni erano stati preparati dall'architetto Giorgio Polli.
Il progetto principale si basava su un'idea molto ambiziosa, la creazione di edificio in stile americano. L'ufficio tecnico comunale, però, rifiutò il progetto poiché lo riteneva di "eccezionale altezza, numero di piani, eccezionale in difetto l'area del cortile interno ed eccezionale la larghezza della facciata laterale su via Machiavelli". La commissione chiese dunque di modificare i piani che divennero nove, cambiare la cima dell'edificio e portare l'altezza a 50 metri, rafforzando i pilastri al piano terra. Fu espressamente richiesto che il bugnato al piano terra venisse lavorato in modo da accrescere l'impressione di robustezza affinché conferisse una sicurezza ai cittadini, non abituati a quel nuovo modello di palazzo.
Susseguirono ancora disguidi e ritardi fino a quando il prefetto espose il progetto direttamente a Benito Mussolini, il quale si dice che abbia risposto: "Faccia proseguire a tutta forza e non dia bada a quei fessi".
Così il palazzo venne inaugurato il 31 agosto 1928 e venne acquisito dalle Assicurazioni Generali nel 1932.
Dal 2015 ospita la sede dell'Academy del Gruppo Generali.